# Parasola
Parasola is een geslacht van schimmels behorend tot de familie Psathyrellaceae. De typesoort is het plooirokje (Parasola plicatilis).

## Soorten
Volgens Index Fungorum telt het geslacht 39 soorten (peildatum november 2023):
| Soortnaam                                         | Auteur(s)                                    | Publicatiejaar |
| ------------------------------------------------- | -------------------------------------------- | -------------- |
| Parasola aporos                                   | (Courtec.) E.F. Malysheva                    | 2019           |
| Parasola auricoma (Kastanje-inktzwam)             | (Pat.) Redhead, Vilgalys & Hopple            | 2001           |
| Parasola besseyi                                  | (A.H. Sm.) Redhead, Vilgalys & Hopple        | 2001           |
| Parasola bogartii                                 | Voto                                         | 2021           |
| Parasola brunneola                                | (McKnight) Redhead, Vilgalys & Hopple        | 2001           |
| Parasola conopila (Langsteelfranjehoed)           | (Fr.) Örstadius & E. Larss.                  | 2008           |
| Parasola crataegi                                 | Schmidt-Stohn                                | 2017           |
| Parasola cuniculorum                              | D.J. Schaf.                                  | 2014           |
| Parasola cystistipitata                           | Voto                                         | 2021           |
| Parasola elwhaensis                               | Voto                                         | 2021           |
| Parasola galericuliformis (Rondsporig plooirokje) | (Losa ex Watling) Redhead, Vilgalys & Hopple | 2001           |
| Parasola glabra                                   | S. Hussain, Afshan, H. Ahmad & Khalid        | 2018           |
| Parasola grgurinoviciae                           | P. Voto                                      | 2019           |
| Parasola hawaiana                                 | P. Voto                                      | 2019           |
| Parasola hemerobia                                | (Fr.) Redhead, Vilgalys & Hopple             | 2001           |
| Parasola hercules (Herculesplooirokje)            | (Uljé & Bas) Redhead, Vilgalys & Hopple      | 2001           |
| Parasola kuehneri (Kleinsporig plooirokje)        | (Uljé & Bas) Redhead, Vilgalys & Hopple      | 2001           |
| Parasola lactea                                   | (A.H. Sm.) Redhead, Vilgalys & Hopple        | 2001           |
| Parasola leiocephala (Geelbruin plooirokje)       | (P.D. Orton) Redhead, Vilgalys & Hopple      | 2001           |
| Parasola lilatincta (Lilakleurig plooirokje)      | (Bender & Uljé) Redhead, Vilgalys & Hopple   | 2001           |
| Parasola lilatinctoides                           | P. Voto                                      | 2019           |
| Parasola litoralis                                | Loizides, D.J. Schaf. & P. Alvarado          | 2022           |
| Parasola malakandensis                            | S. Hussain, Afshan & H. Ahmad                | 2017           |
| Parasola megasperma (Groot mestplooirokje)        | (P.D. Orton) Redhead, Vilgalys & Hopple      | 2001           |
| Parasola mirabilis                                | (Mont.) Redhead, Vilgalys & Hopple           | 2001           |
| Parasola misera (Klein mestplooirokje)            | (P. Karst.) Redhead, Vilgalys & Hopple       | 2001           |
| Parasola ochracea                                 | L. Nagy, Szarkándi & Dima                    | 2017           |
| Parasola pachytera                                | (Berk. & Broome) Redhead, Vilgalys & Hopple  | 2001           |
| Parasola pallidifusca                             | Voto                                         | 2021           |
| Parasola parvula                                  | Ganga & Manimohan                            | 2018           |
| Parasola plicatilis (Gewoon plooirokje)           | (Curtis) Redhead, Vilgalys & Hopple          | 2001           |
| Parasola plicatilis-similis                       | L. Nagy, Szarkándi & Dima                    | 2017           |
| Parasola plicatilopsis                            | P. Voto                                      | 2019           |
| Parasola psathyrelloides                          | K.G.G. Ganga & Manim.                        | 2019           |
| Parasola pseudolactea                             | Sadiqullah, S. Hussain & Khalid              | 2018           |
| Parasola schroeteri (Mestplooirokje)              | (P. Karst.) Redhead, Vilgalys & Hopple       | 2001           |
| Parasola setulosa                                 | (Berk. & Broome) Redhead, Vilgalys & Hopple  | 2001           |
| Parasola subprona                                 | (Cleland) J.A. Simpson & Grgur.              | 2001           |
| Parasola virgulacolens                            | (Cleland) J.A. Simpson & Grgur.              | 2001           |